# Arboretum Robert-Ruffier-Lanche
Pour les articles homonymes, voir Ruffier.
L'arboretum Robert Ruffier-Lanche est situé 2233 rue de la piscine, sur le domaine universitaire de Grenoble, à Gières, dans le département français de l'Isère, en région Auvergne-Rhône-Alpes. 
Intégré, tout comme le jardin botanique du col du Lautaret, à la Station Alpine Joseph Fourier, cet arboretum est une collection de plus de 250 espèces d'arbres et d'arbustes du monde, créée en 1966.

## Description
Étendu sur environ 3 ha., et situé en limite du campus sur les bords de l'Isère, c'est un espace pédagogique à destination des étudiants, des écoliers et du public. Des panneaux signalétiques indiquent le nom et la provenance des arbres et des plantes. Des serres sont en projet de construction pour étudier toute l'année plantes alpines et plantes de laboratoire en conditions contrôlées.
L'arboretum Robert Ruffier-Lanche est un site classé.

### Historique
L'arboretum est dédié à la mémoire de Robert Ruffier-Lanche, chef de culture du Jardin botanique alpin du col du Lautaret de 1950 jusqu'à sa mort en 1973,. C'est lui qui, dès 1966, a commencé à introduire sur les parcelles non bâties du campus toutes sortes d’arbres.

### Sentier planétaire
Cet arboretum est agrémenté depuis 2003 du sentier planétaire Manuel Forestini, du nom de ce chercheur de l'université de Grenoble décédé en 2003 à l'âge de 40 ans.
Un sentier planétaire est une représentation concrète du système solaire. Cette représentation est faite à une échelle telle que l'on puisse mieux appréhender les dimensions respectives des composants du système solaire. Dans ce sentier, chaque mètre parcouru par le visiteur représente dix millions de kilomètres.